# Oreobolus obtusangulus
Oreobolus obtusangulus es una espesa planta en cojín del género Oreobolus, nativa de América del Sur. Crece en las tierras altas de Colombia y Venezuela, los humedales andinos de Chile central y la provincia argentina de Neuquén. Más al sur crece en elevaciones más bajas, incluyendo Tierra del Fuego y las islas Malvinas. Oreobolus obtusangulus crece en partes de la Patagonia que fueron glaciadas durante la última glaciación; un estudio filogeográfico sugiere que la glaciación sobrevivió en tres refugios glaciales separados: el centro-sur de Chile, los Andes Patagónicos orientales y el este de Tierra del Fuego.